# Aproximante velar sorda
La aproximante velar sorda es un tipo de sonido consonántico, usado en algunas lenguas habladas. El símbolo en el alfabeto fonético internacional que representa este sonido es ⟨ɰ̊⟩, pero este símbolo no es adecuado en el caso de la aproximante velar sorda que no especificada para el redondeo (el sonido representado por el símbolo ⟨ɰ̊⟩ se especifica como no redondeado) y podría ser en eses caso transcrita como ⟨x̞⟩, ⟨ɣ̞̊⟩ o ⟨ɣ̊˕⟩ - ver aproximante velar.
La existencia de consonantes aproximantes sordas no es aceptada por todos los fonólogos, lo normal es que sean sonoras.

## Aparición en distintas lenguas
- Idioma noruego: seg [sɛɰ̊] / [sæɰ̊] / [seɰ̊] uno mismo

- Datos: Q25347180